# Édesvíz

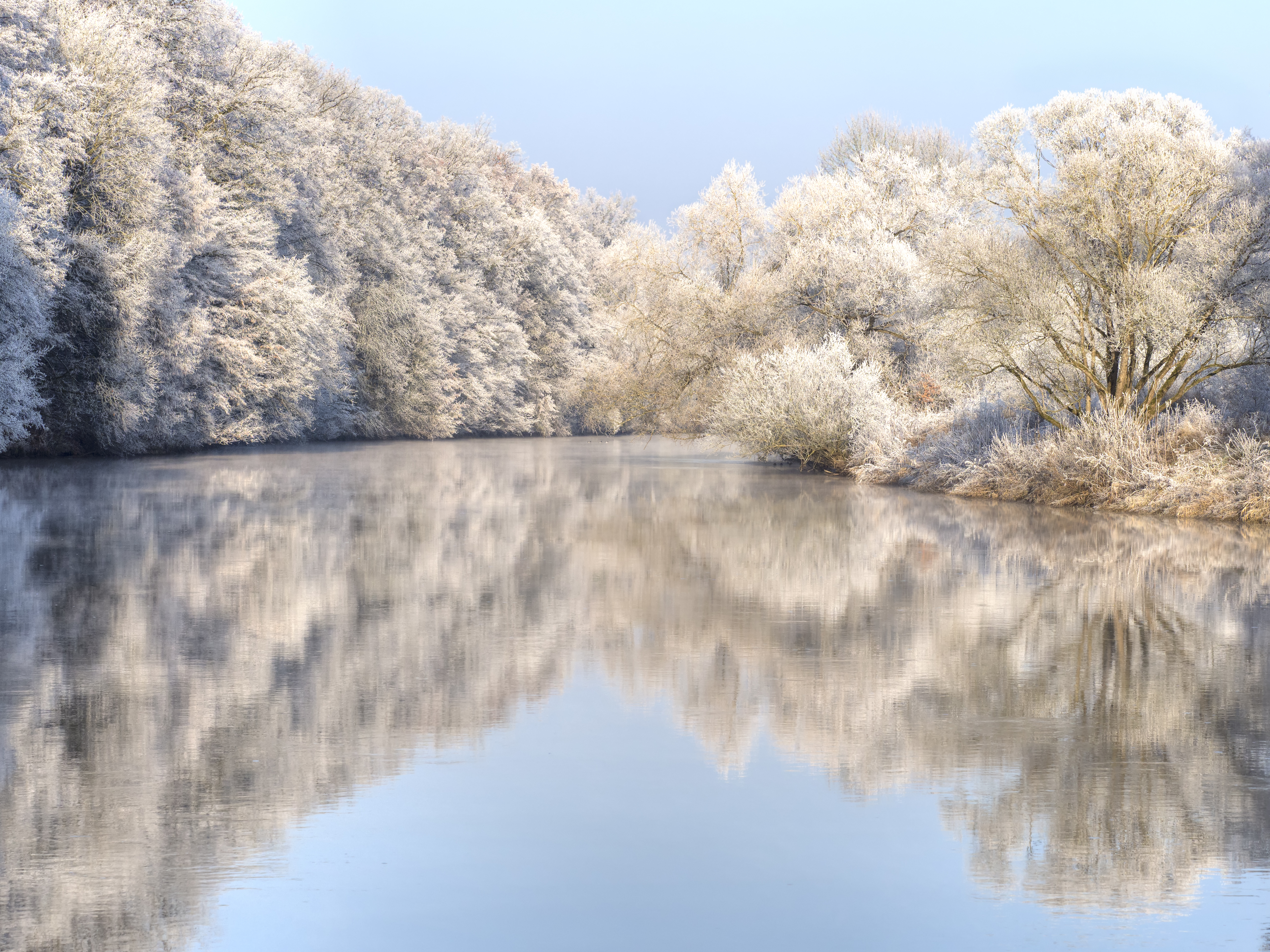
egy édesvízű tó

Édesvíznek nevezzük azt a vizet, amelyben a feloldott szilárd anyagtartalom nem haladja meg a 300–500 milligramm/liter értéket (a tengervízben ez az érték 34–36 gramm/liter). Az édesvizekkel foglalkozó tudomány a limnológia.
Az édesvíz a természetben harmat, köd, eső, hó, jég formában jelenik meg. Sűrűsége +4 °C-on a legnagyobb, ezért nem  fagynak be a mélyebb tavak egész a fenekükig. A 4 °C-os víz köbdeciméterenként 1 kilogrammot nyom, ez a többi anyag sűrűségmeghatározásánál a viszonyítási alap, az 1 egység.
A tiszta édesvíz sem színnel, sem szaggal, sem ízzel nem rendelkezik. 1 atmoszférás (1 ATM) nyomáson 0 °C alatt mint jég, 100 °C felett mint gőz jelenik meg.
Feloldva mindig tartalmazza a nátrium, a kalcium, a kálium, a magnézium, valamint a vas szénsavas, kénsavas, kovasavas sóit vagy kloridjait. Ezek liternyi vízben lévő oldott mennyisége szerint beszélünk lágy vagy kemény vízről, oldottsági anyagarányokat tekintve pedig például vasas vagy kénes vízről.